# Route départementale 13 (Charente)
Pour les articles homonymes, voir Route départementale 13 et D13.
La route départementale RD 13 abrégée en D13 est une route départementale de la Charente, qui relie La Rochefoucauld à la limite de la Haute-Vienne.
Elle continue sous le nom de D 10 dans le département de la Haute-Vienne.

## Communes traversées
- La Rochefoucauld
- La Braconne d'Yvrac commune d'Yvrac-et-Malleyrand
- L'Arbre commune de Rouzède et Mazerolles
- La Belle Étoile commune de Montembœuf
- Massignac
- Verneuil